# Moltke (Schiff, 1914)
Die Moltke war ein Fischdampfer, der im Ersten Weltkrieg von der Kaiserlichen Marine als Vorpostenboot eingesetzt wurde.
Die Moltke wurde von der Schiffbaugesellschaft Unterweser AG Schichau für die Reederei Nordsee als Fischdampfer gebaut und trug die Baunummer 99. Der Stapellauf fand am 23. Mai 1914 statt. Ausgeliefert wurde das Schiff am 8. Juni 1914.
Nach Ausbruch des Ersten Weltkrieges wurde das Schiff von der Kaiserlichen Marine requiriert und ab 21. September 1914 als Vorpostenboot vor der Nordseeküste  eingesetzt. Am 2. Januar 1916 strandete es während eines Wintersturms vor Spiekeroog. Bei Niedrigwasser und Ostwind sind Reste des Wracks am Strand von Spiekeroog in der Nähe des Hauses Wolfgang im Jahr 2020 noch sichtbar.

## Literatur

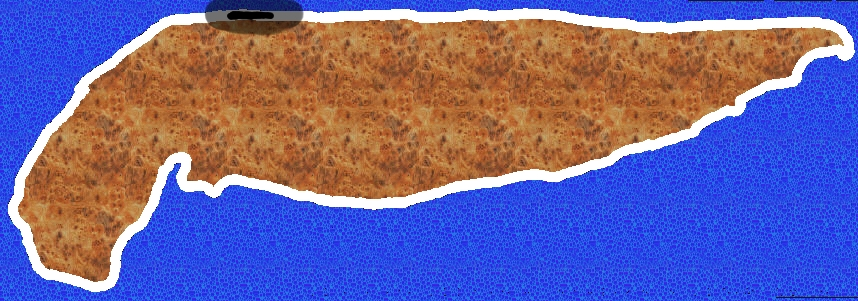
Ungefähre Position des Wracks
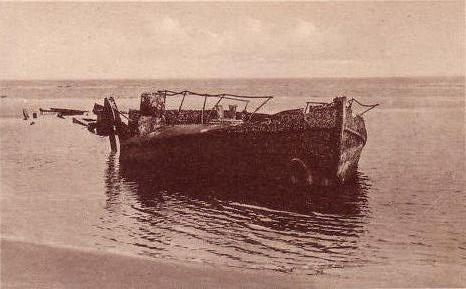
Das Wrack im Jahr 1925
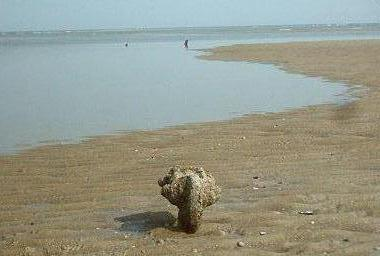
Rest des Wracks im Jahr 2006